# Zinaída Mareseva
Zinaída Ivánovna Mareseva (en ruso: Зинаида Ивановна Маресева; 20 de junio de 1923 – 6 de agosto de 1943) fue una oficial soviética (sargento mayor) del servicio médico militar que combatió en la Segunda Guerra Mundial integrada en las filas del 214.° Regimiento de Fusileros de la Guardia de la 73.° División de Fusileros de la Guardia del Ejército Rojo. Por sus heroicas acciones durante la guerra, recibió póstumamente el título de Héroe de la Unión Soviética el 22 de febrero de 1944.

## Biografía
Zinaída Mareseva nació el 20 de junio de 1923 en la pequeña localidad rural de Cherkaskoe, localizada dentro del actual raión de Volsky del óblast de Sarátov, en el seno de una familia de campesinos rusos, su padre trabajaba como pastor en una granja colectiva. Después de graduarse de la escuela secundaria, asistió a cursos de medicina hasta que fue transferida a trabajar en una planta de cemento debido al inicio de la guerra.

### Segunda Guerra Mundial
Cuando el padre de Mareseva fue enviado al frente después de la invasión alemana de la Unión Soviética, ella solicitó repetidamente unirse a las filas del ejército después de que cesó su formación médica, pero inicialmente fue rechazada. Finalmente, ingresó a cursos de enfermería militar y se unió al Ejército Rojo en 1942 después de graduarse de su breve formación médica. Fue enviada al frente oriental a finales de noviembre de ese mismo año como parte de la 38.ª División de Fusileros, que luego recibió la designación honorífica de Guardias y se convirtió en la 73.ª División de Fusileros de la Guardia.
Luchó integrada en los frentes de Stalingrado, Vorónezh y Estepa como médica, y por sus acciones en la batalla el 8 de febrero de 1943 recibió la Medalla por el Servicio de Combate y la Orden de la Estrella Roja después de rescatar a 38 soldados heridos en la Batalla de Kursk. El 1 de agosto de 1943, se ordenó a su regimiento que cruzara el río Donets para llegar al sur de Bélgorod. El cruce, entre las ciudades de Solomino y Toplinka, implicaba esquivar el fuego de artillería pesada y derrotar al equivalente a dos divisiones de infantería alemanas; la margen derecha del río estaba protegida por una gran cantidad de minas terrestres y estaba totalmente controlada por el Eje. Después de una batalla prolongada, los guardias soviéticos pudieron tomar el control de una pequeña parte de la cabeza de puente en la orilla derecha y, a pesar de las grandes pérdidas por bombardeos y ataques con morteros, la unidad continuó con la ofensiva. A lo largo de la batalla, Mareseva trató a los soldados heridos, y cuando los disparos cesaron al caer la noche, llevó a los soldados heridos a la seguridad de las trincheras en la orilla izquierda del río.
El 2 de agosto, después de numerosas bajas debido a los persistentes contraataques del Eje, después del octavo contraataque, las fuerzas soviéticas se debilitaron hasta el punto de que una unidad del Eje logró pasar por alto sus posiciones en la orilla izquierda del río. Muy superadas en número, las fuerzas soviéticas comenzaron a retirarse, lo que era ilegal según la Orden N.º 227, más conocida como «¡Ni un paso atrás!»; Mareseva, al notar que las tropas nazis se diriguian hacia las trincheras donde permanecían los soldados heridos, convenció a los soldados en retirada para que dieran la vuelta y continuaran luchando, tomó su pistola y comenzó a correr hacia el enemigo que se acercaba. En el enfrentamiento liderado por Mareseva murieron más de 150 combatientes enemigos, que lograron apoderarse de ocho ametralladoras, dos morteros y veinte lanzagranadas. Después de liderar el ataque, sacó a los heridos del campo de batalla y continuó atendiendo a los heridos. Con su victoria, los soviéticos lograron improvisar un puente peatonal más seguro para el transporte de los heridos a la orilla izquierda en lugar de tener que utilizar un barco, pero el puente fue destruido por el fuego enemigo durante la noche. En la mañana del 3 de agosto, mientras transportaba en barco a los soldados heridos a la seguridad de las trincheras en la margen izquierda, utilizó su cuerpo como escudo humano para defender a sus compañeros soldados de un ataque de mortero y murió a causa de sus heridas tres días después.
El 22 de febrero de 1944 por decreto del Presídium del Sóviet Supremo de la URSS, fue premiada póstumamente con el título de Héroe de la Unión Soviética, la Orden de Lenin y la medalla Estrella de Oro «por su desempeño ejemplar de las misiones ecomendadas por el comando de combate en el frente de lucha contra los invasores fascista y el valor y coraje demostrado en el cruce del río, durante el cual atendió a 64 soldados heridos».

## Condecoraciones y reconocimientos
Condecoraciones
- Héroe de la Unión Soviética
- Orden de Lenin
- Orden de la Estrella Roja

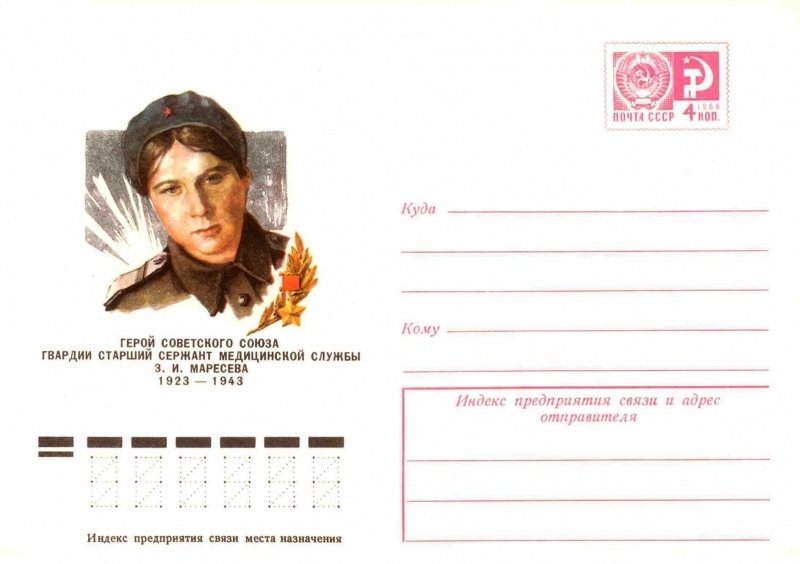
Sobre postal con el retrato de Mareseva de una serie de sobres con varias personas a las que se les otorgó el título de Héroe de la Unión Soviética.

- Medalla por el Servicio de Combate
- Medalla por la Defensa de Stalingrado

Reconocimientos
- En 1977 se emitió un sobre con el retrato de Mareseva como parte de una serie de sobres en honor de varios Héroes de la Unión Soviética.[5]
- Una escuela de medicina en su ciudad natal de Volsk fue nombrada en su honor, y la fábrica de cemento donde trabajaba antes de la guerra fue rebautizada en su honor.[6]
- En 1953 se construyó un monumento en honor a su hazaña militar en el lugar de su entierro en Pyatnitskaya, en el óblast de Bélgorod (Rusia).[2]

### Listas relacionadas
- Lista de Heroínas de la Unión Soviética